# خانه شادی (فیلم ۲۰۰۰)
خانهٔ شادی (به انگلیسی: The House of Mirth) فیلمی محصول سال ۲۰۰۰ و به کارگردانی ترنس دیویس است. در این فیلم بازیگرانی همچون جیلین اندرسون، دن اکروید، تری کینی، لورا لینی، آنتونی لاپالیا، الیزابت مک‌گاورن، اریک استولتس، النور برون، جودی می و پنی داونی ایفای نقش کرده‌اند.